# 阿蒂 (索姆省)
阿蒂（法語：Athies，法語發音：[ati]）是法国上法蘭西大區索姆省的一个市镇，属于佩罗讷区。

## 地理
阿蒂（49°51'17"N, 2°58'43"E）面积10.67 平方千米，位于法国上法蘭西大區索姆省，该省份为法国北部沿海省份，北起加来海峡省和北部省，西接滨海塞纳省和大西洋英吉利海峡，南至瓦兹省，东临埃纳省。
与阿蒂接壤的市镇（或旧市镇、城区）包括：布里、埃讷曼、克鲁瓦莫利尼欧、德维斯、埃斯特雷-蒙斯、基维耶尔、圣克里斯特-布里约斯特。

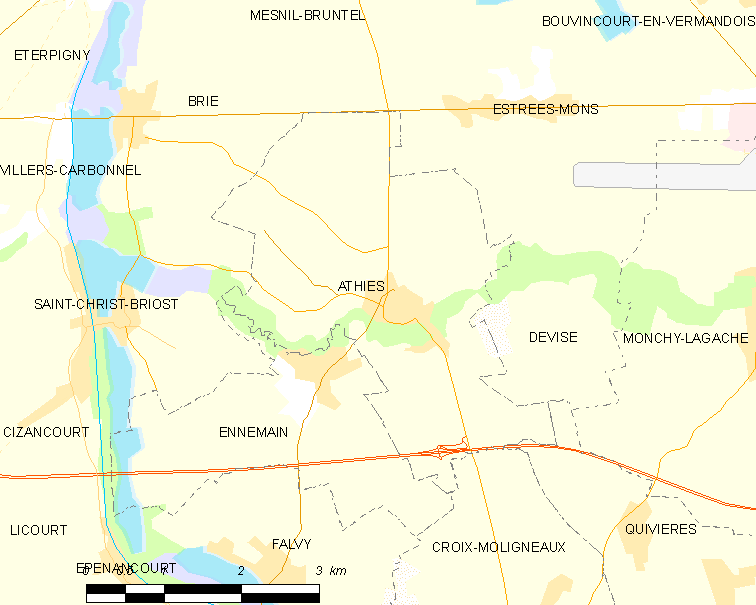
的OSM定位图

阿蒂的时区为UTC+01:00、UTC+02:00（夏令时）。

## 行政
阿蒂的邮政编码为80200，INSEE市镇编码为80034。

## 政治
阿蒂所属的省级选区为阿姆县。

## 人口

1962-2008年间人口变化图示

阿蒂于2022年1月1日时的人口数量为613人。